# Ракшава (гмина)
Ракшава (пол. Rakszawa) — сельская гмина (волость) в Польше, входит как административная единица в Ланьцутский повет, Подкарпатское воеводство. Население — 7210 человек (на 2004 год).

## Демография
| Перепись                       | Всего   | Всего | Женщины | Женщины | Мужчины | Мужчины |
| ------------------------------ | ------- | ----- | ------- | ------- | ------- | ------- |
| Единицы                        | человек | %     | человек | %       | человек | %       |
| Население                      | 7210    | 100   | 3721    | 51,6    | 3489    | 48,4    |
| Плотность населения (чел./км²) | 108,6   | 108,6 | 56,1    | 56,1    | 52,6    | 52,6    |

## Сельские округа
1. Конты-Ракшавске
2. Ракшава
3. Венглиска
4. Выдже

## Соседние гмины
1. Гмина Чарна
2. Гмина Лежайск
3. Гмина Соколув-Малопольски
4. Гмина Жолыня

## Предприятия
- SUPRA GROUP производитель кондитерского оборудования